# Plattling
Plattling là một town tại huyện Deggendorf, bang Bayern nước Đức. Đô thị Plattling có diện tích 35,9 km², dân số thời điểm ngày 31 tháng 12 năm 2006 là 12.568 người.
Trong thời kỳ đệ nhị thế chiến, một trại con của trại tập trung Flossenburg nằm ở đây. Thị trấn nằm bên sông Isar, 9 km về phía tây nam của Deggendorf, ngay trước khi sông này đổ vào Danube.